# Simfonia núm. 1 (Lutosławski)
La Simfonia núm. 1, W27, va ser composta per Witold Lutosławski entre 1941 i 1947. Va ser estrenada el 6 d'abril de 1948 a Katowice per l'Orquestra Simfònica de la Ràdio Polonesa sota la direcció de Grzegorz Fitelberg.

## Moviments
Consta de quatre moviments i la seva durada és de poc menys de mitja hora.
1. Allegro giusto
2. Poco adagio
3. Allegro misterioso
4. Allegro vivace

## Origen i context
Mentre estudiava al Conservatori de Varsòvia, Lutosławski va començar a fer-se un nom com a compositor. El 1939 va estrenar Variacions simfòniques, que més tard consideraria el seu veritable debut professional. La següent tardor vindria la invasió de Polònia per part d'Alemanya nazi i la posterior partició del país amb la Rússia soviètica això truncaria els seus plans per anar a estudiar a París. A partir d'aquí tot són dificultats i misèries. El germà gran de Lutosławski, Henryk, va ser capturat pels soldats russos i després va morir en un camp de concentració soviètic a Sibèria entre el 1939 i el 1940. Witold va entrar a l'exèrcit a la unitat de ràdio per a l'Exèrcit de Cracòvia. És capturat per l'exèrcit alemany però reïx escapar i anar a Varsòvia, on s'havia traslladat la seva mare. Durant els anys següents va interpretar un extens repertori per a duets de piano en cafès i altres llocs de trobada amb Panufnik, igual que Mieczysław Weinberg. Gran part d'aquestes composicions i arranjaments acumulats durant aquest temps va ser destruït durant l'aixecament de Varsòvia.
La Primera Simfonia té un llarg període de gestació. Entre 1941 i 1944, va començar a treballar en el primer moviment. Els altres tres moviments es van completar finalment el 1947. Per tant, la peça es va compondre durant la Segona Guerra Mundial i es va completar just després d'acabar la guerra. Amb una durada de set anys, aquesta obra és l'èxit més gran els primers anys de Lutosławski.
En els anys següents, fins que Panufnik no va decidir anar-se'n a l'estranger i escapar del règim repressiu, Lutosławski es va veure en certa manera eclipsat. Van ser uns anys molt cruents per a les arts als països del bloc soviètic. Lutosławski va ser acusat de «formalista» per aquesta simfonia. La mateixa acusació presentada contra Xostakóvitx, Weinberg, Prokófiev i altres compositors russos. Als Congressos de Compositors de Moscou i de Praga es van anunciar els principis del Realisme socialista. Lutosławski va reaccionar amb una sèrie de composicions més estables en els quals va fer servir material més popular, tot i que ell mateix va descriure les obres d'aquesta època com una etapa necessària en el seu desenvolupament i que en cap cas va ser el resultat de la repressió política. Calia guanyar-se la vida. Però la dictadura musical a Polònia no era tan intensa com la decretada a la Unió Soviètica. La posterior relaxació de les polítiques culturals va dur a Lutosławski a tenir més exposició a les tendències contemporànies a l'estranger i una reputació internacional creixent. Finalment, va obtenir una reputació impecable en la música polonesa, que va mantenir fins a la seva mort el 1994.

## Representacions
La Simfonia núm. 1 de Lutosławski es va estrenar el 6 d'abril de 1948 a Katowice, amb l'Orquestra Simfònica de la Ràdio Polonesa dirigida per Grzegorz Fitelberg, que amb seixanta-nou anys donava suport a la causa del compositor. Fitelberg va rebre elogis del compositor i crític musical Zygmunt Mycielski per la seva interpretació «inusualment precisa i entusiasta» de la simfonia de Lutosławski.

## Anàlisi musical
La Primera Simfonia està influenciada per la música del passat recent, principalment Prokófiev, Bartók i Roussel, però per fi hi comença a emergir una veu personal i distintiva. La va compondre per a una orquestra completa que inclou una gran secció de percussió, amb tam-tam, campanes tubulars, xilòfon, celesta, una arpa i un piano.
El primer moviment té la forma d'una Sonata Allegro. S'obre amb decisió i aviat introdueix un tema de trompeta rítmica que es desplega a partir d'una sèrie d'unitats melòdiques i rítmiques en un canvi continu que interactuen constantment per impulsar el moviment amb una energia imparable. El segon tema, escoltat primer des de les cordes inferiors, proporciona un contrast líric. El material es desenvolupa i condueix a reformulacions i una coda formal. Estèticament, la música s'aproxima a les Variacions simfòniques, i també es pot observar una certa similitud harmònica amb la música de Stravinski. Però la música de Lutosławski és més renovadora, fa desaparèixer tots els elements romàntics.
L'Adagio es representa menys preocupat per l'evolució tradicional de la melodia lírica, i comença a explorar les possibilitats harmòniques que s'estableixen introduint temes de trompeta, que després desenvolupen les cordes inferiors. Els violins i les violes introdueixen un acompanyament peculiar que condueix a la melodia de l'oboè. El violí solista repren el primer tema i, després d'afegir tensió dinàmica, es poden escoltar elements del tema principal, amb la viola solista emmascarant la textura mentre el moviment s'acosta a la seva fi. Segons Charles Bodman Rae, aquest moviment està inspirat en la música de tres compositors. La melodia inicial evoca el cromatisme de la Música per a corda, percussió i celesta de Béla Bartók; la part de la trompa recorda el moviment lent de la Simfonia núm. 3 d'Albert Roussel; i el segon tema suposadament és una al·lusió (a través de la paròdia d'una marxa a la part d'oboè) a Serguei Prokófiev.
Aquestes harmonies també tenen un paper més disfressat en el següent Scherzo, on els contrabaixos en pizzicato, imitats pels violoncels, obren l'Allegretto misterioso. El principal punt d'interès aquí és el tema d'obertura serialista que utilitza els dotze semitons de l'octava en una sèrie repetida, que aviat és seguit per una espècie trio contrastat i el moviment continua amb un contrast i col·laboració d'aquests dos elements. La tensió es relaxa breument abans d'un final ràpid i enèrgic.

## Bibliofrafia
- Stucky, Steven. Lutoslawski and His Music.  Cambridge University Press, 1981, p. 20-23. ISBN 978-0-521-22799-5 [Consulta: 20 gener 2022].
- Bodman Rae, C. Pitch Organisation in the Music of Witold Lutoslawski Since 1979.  University of Leeds, 1992.